# Elvira Travesí
Elvira Travesí de Ureta (Buenos Aires, 11 de diciembre de 1919-Madrid, 15 de julio de 2009) fue una primera actriz argentinoperuana. Considerada en el Perú como la primera dama de la escena nacional.

## Biografía
Elvira Travesí nació en Argentina en diciembre de 1919, llegando a Perú a los dos años de edad. Desde muy joven trabajó en la actuación junto a sus hermanas Angelita y Gloria.
Estuvo casada con Juan Ureta Mille y tuvo 2 hijas (Gloria María y Liz), residiendo en el centro de Lima (en el actual jirón Ica), y posteriormente en el edificio Las Magnolias en la Residencial San Felipe en Jesús María.
Considerada actualmente como "La Primera Dama de la Escena Nacional", formó parte de aquel primer boom fílmico nacional de los años treinta, en los estudios "Amauta Films", actuando en cuanta película "costumbrista" se realizara en aquellos años. Sus actuaciones más recordadas fueron: "De carne somos" en 1938, "Los conflictos de cordero" y "Barco sin rumbo", en 1940.
Fundó una Productora de teatro con el nombre de Atico 77.
A mediados de la década de los ochenta, debido a la agobiante situación económica peruana, viaja a Madrid, España, donde residió con sus hijas.
Regresó al Perú allá por el 2003, para recibir un homenaje en el VII Encuentro Latinoamericano de Cine de Lima. También la Municipalidad de Lima le rindió un merecido homenaje por su impecable trayectoria.
Tras sufrir un ictus cerebral en el mes de marzo del 2009, falleció el 15 de julio de ese año.

## Teatro
- 1967, La Celestina
- Las troyanas
- 1999, La opinión de Amy ... Evelyn Thomas
- 1977, Mariposa, mariposa
- La barca sin pescador

## Televisión
Telenovelas
- Los novios de la tele
- 1960, Historia de tres hermanas
- 1961, Las madres nunca mueren
- 1962,  Acusada
- Mañana comienza el amor (1962)
- Cara sucia (1963).
- La cobarde (1963).
- Difamada (1963).
- Ansiedad (1963).
- El secreto de Sor Teresa (1964)
- Amor sin fronteras (1965)
- Dos amores (1965)
- La loba (1966)
- Simplemente María (1969)
- El maestro (1969)
- Boda diabólica (1969)
- La codicia de los cuervos (1969)
- Fugitivos de amor (1970)
- Nino, las cosas simples de la vida (1971)
- Mujeres que trabajan (1973)
- Una larga noche (1977)
- Páginas de la vida (1984)

Series
- Teleteatro Estelar de los Domingos (1959)
- Mamí  (1968)
- Se necesita muchacha,el buen ambiente (1975)
- Casos humanos (1978)
- Nuestros héroes de la guerra del pacífico  (1978)
- Tres Mujeres, Tres Vidas (1979)
- La Comedia Dramática Española (1986) (1 episodio)
  - Los árboles mueren de pie
- Lleno por favor (1994) (1 episodio)
  - "¡Y que cumplas muchos más!"
- 7 vidas (1999) (1 episodio)
- 2001, Policías, en el corazón de la calle (2001) (1 episodio)
  - "Tan cerca de tus brazos maniatados"
- 2004, El comisario (1 episodio)
  - "Pico cerrado"
- 2004, Hospital Central (1 episodio)
  - "Hijos difíciles"

## Filmografía
- 1938, De carne somos
- 1938, Gallo de mi galpón
- 1938, El miedo a la vida
- 1938, Corazón de criollo
- 1939, Tierra linda
- 1940, Barco sin rumbo
- 1940, Los conflictos de Cordero
- 1968, Annabelle Lee
- 1969, Boda diabólica
- 1974, Estación de amor
- 1981, Melgar, el poeta insurgente
- 1983, Maruja en el infierno
- 2005, El aire que respiro (corto)